# Gomesa venusta
Gomesa venusta är en orkidéart som först beskrevs av Pierre Auguste Joseph Drapiez, och fick sitt nu gällande namn av Mark W. Chase och Norris Hagan Williams. Gomesa venusta ingår i släktet Gomesa och familjen orkidéer. Inga underarter finns listade i Catalogue of Life.